# 検知
| ウィキペディアには「検知」という見出しの百科事典記事はありません（タイトルに「検知」を含むページの一覧/「検知」で始まるページの一覧）。 代わりにウィクショナリーのページ「検知」が役に立つかもしれません。 |